# Кудіна
Кудіна — річка в Україні, у Любарському районі Житомирської області. Права притока Попівки (басейн Дніпра).

## Опис
Довжина річки приблизно 7,6 км.

## Розташування
Бере початок на південному заході від Семенівки. Тече переважно на північний захід і на південному сході від Махаринців впадає у річку Попівку, праву притоку Случі.